# Domenico Semeraro
Domenico Semeraro (ur. 3 lutego 1964) – szwajcarski bobsleista. Srebrny medalista olimpijski z Lillehammer.
Zawody w 1994 były jego jedynymi igrzyskami olimpijskimi. Po medal sięgnął w czwórkach. Załogę szwajcarskiego boba stanowili również Donat Acklin, Kurt Meier i Gustav Weder. W 1993 był mistrzem świata w czwórkach.
Przed bobslejami uprawiał lekkoatletykę (głównie sprinty). Był medalistą mistrzostw Szwajcarii na różnych dystansach sprinterskich oraz w skoku w dal.